# Micheline Charest
Pour les articles homonymes, voir Charest.
Micheline Charest, née le 16 mars 1953 à Londres, et décédée le 14 avril 2004 à Montréal, est une productrice canadienne.

## Biographie
Micheline Charest est née à Londres en Angleterre. Sa carrière en tant que productrice d'émissions pour enfants et la compagnie de production Cinar, qu'elle dirige avec son mari Ronald A. Weinberg, ont remporté beaucoup de succès avant que différents scandales sur sa conduite des affaires ne soient dévoilés.
Proche du Parti libéral du Canada (PLC), elle participe à l'organisation de ses campagnes de financement.

## Scandales
Plusieurs scandales retentissants ont entaché la réputation professionnelle de Micheline Charest et de son mari.
Après des démarches judiciaires de dix-huit années, le créateur Claude Robinson obtient gain de cause dans l'affaire l'opposant aux dirigeants de Cinar, qui ont plagié son concept de dessins animés inspiré de Robinson Crusoé et produite sous le nom de Robinson Sucroë. Le juge Claude Auclair écrit dans son jugement : "La conduite des affaires de Charest, Weinberg et Izard est basée sur la tricherie, le mensonge et la malhonnêteté" (La Presse, 29 août 2009).

## Le décès
Le 14 avril 2004, Micheline Charest, 51 ans, est décédée en raison des complications qui ont suivi une opération de chirurgie esthétique dans une clinique privée de Montréal. Elle a laissé dans le deuil son mari Ronald Weinberg et deux fils âgés de 18 et 22 ans.
Selon le coroner Jacques Ramsay, le décès de Charest était évitable. Le rapport du coroner indique que Charest se portait bien après l’opération. Puis, lorsqu’elle a été transférée dans la salle de réveil, son taux d'oxygène est descendu à 44 %, sans que les infirmières chargées de la surveiller s'en rendent compte. « D'après moi, l'alarme sur le saturomètre d'oxygène n'était pas en fonction. Mais elle était en état de fonctionner. Je n'ai pu savoir pourquoi », a déploré le coroner. Il faudra près de vingt minutes avant que les infirmières ne prennent connaissance de cette situation, puis dix autres minutes avant que l'anesthésiologiste Maurice Trahan n’en soit avisé, des délais que le coroner se dit incapable d’expliquer. Le coroner a aussi dénoncé le fait que trente-cinq minutes se soient écoulées avant que Urgences-santé ne soit contacté. Il s’est également dit « frustré » de l’imprécision ou de l’inexistence de notes médicales. La Clinique de chirurgie esthétique Notre-Dame a indiqué pour sa part qu’elle ne commentera pas les critiques qui lui sont adressées dans le rapport du coroner.
Quelques mois après le décès de Charest, Maurice Trahan a démissionné de ses fonctions à la suite d'une enquête menée par le syndic du Collège des médecins. De son côté, le ministre de la Justice du Québec, Yvon Marcoux, a refusé de donner suite à la demande de Mark Charest, frère de la défunte, d’intenter des poursuites criminelles dans cette affaire.

## Le documentaire de Francine Pelletier
En 2008, la journaliste Francine Pelletier a sorti un documentaire sur l’ascension et la chute de Micheline Charest, intitulé La femme qui ne se voyait plus aller. Son mari, Ronald Weiberg a alors multiplié les mises en demeure pour empêcher la diffusion du film, sans succès. « M. Weinberg n'avait jamais voulu nous accorder d'entrevue durant le tournage du film. Mais l'été dernier, il a voulu voir le film avant sa diffusion », a expliqué à La Presse Monique Simard, de Productions Virage, la maison qui a financé le documentaire.

## Filmographie
- 1984 : Koara bôi Kokkî (série télévisée)
- 1985 : David le gnome ("David el gnomo") (série télévisée)
- 1987 : La Sagesse des gnomes ("Llamada de los gnomos, La") (série télévisée)
- 1987 : The Wonderful Wizard of Oz (vidéo)
- 1987 : The Emerald City of Oz (vidéo)
- 1987 : The Wonderful Wizard of Oz (série télévisée)
- 1988 : SOS Polluards ("The Smoggies") (série télévisée)
- 1993 : Chris Cross (série télévisée)
- 1994 : Les Jumelles Dionne (téléfilm), de Christian Duguay
- 1997 : Caillou (série télévisée)
- 1995 : Bonjour Timothy
- 1995 : The Little Lulu Show (série télévisée)
- 1996 : Arthur (série télévisée)
- 1996 : Les Exploits d'Arsène Lupin (série télévisée)
- 1997 : Bêtes à craquer (Animal Crackers) (série télévisée)
- 1997 : Lassie (série télévisée)
- 1997 : The Country Mouse and the City Mouse Adventures (série télévisée)
- 1997 : The Whole of the Moon
- 1998 : Émilie de la nouvelle lune ("Emily of New Moon") (série télévisée)
- 1998 : The Sleep Room
- 1998 : The Wombles (série télévisée)
- 1999 : Who Gets the House?
- 1999 : Revenge of the Land (TV)
- 1999 : Sci-Squad (série télévisée)
- 1999 : Sally Marshall Is Not an Alien
- 1999 : Mona le vampire ("Mona the Vampire") (série télévisée)